# 12810 Okumiomote
12810 Okumiomote (1996 BV) là một tiểu hành tinh vành đai chính được phát hiện ngày 17 tháng 1 năm 1996 bởi Kin Endate và Kazuo Watanabe ở Đài thiên văn Kitami ở Hokkaido, Nhật Bản.
It đặt tên theo the region Okumiomote （奥三面） in northern Niigata Prefecture, và proposed bởi Shigemi Numazawa.